# Chthonius globocicae
Espèce
Chthonius globocicae est une espèce de pseudoscorpions de la famille des Chthoniidae.

## Distribution
Cette espèce est endémique du Monténégro. Elle se rencontre dans la grotte Globočica Pećina à Trnovo.

## Description
Le mâle holotype mesure 1,42 mm et la femelle paratype 2,06 mm.

## Publication originale
- Ćurčić, Dimitrijević & Tomić, 2008 : Chthonius (Chthonius) globocicae (Chthoniidae, Pseudoscorpiones), a new species of false scorpion from a cave in Montenegro. Archives of Biological Sciences, vol. 60, no 2, p. 309-314.